# Расстрел в Царицани
Расстрел в Царицани (греч.  Η εκτέλεση στην Τσαριτσάνη) — убийство 52 человек греческого гражданского населения, совершённый 12 марта 1943 года в городке Царицани, Фессалия, во время тройной, германо-итало-болгарской, оккупации Греции, в годы Второй мировой войны. 
Один из самых известных массовых расстрелов совершённых итальянскими оккупационными войсками в Фессалии. 

## Царицани
Царицани — маленький городок в западных отрогах нижнего (южного) Олимпа, расположен в 4 км от близлежащего города Элассона.
В истории рабочего движения Греции отмечен выступлениями рабочих табачников 1932 году.
В силу левых убеждений своих жителей, Царицани часто именовалась в округе как „Маленькая Москва“.
Председателем общины Царицани в 1934 году стал коммунист Х. Цобанакис :4. 

## Начало оккупации
С началом вторжения итальянской армии в Грецию 28 октября 1940 года, почти всё мужское население Царицани было мобилизовано в греческую армию, в основном в I пехотную дивизию. 
Греческая армия отразила итальянское нападение и перенесла военные действия на территорию Албании. В ходе военных действий в приграничных районах Эпира, Западной Македонии, и в Албании погибли 17 призывников из Царицани:197. 
Непрекращающиеся греческие победы вынудили Гитлеровскую Германию прийти на помощь своему союзнику. 
В то время как основные силы греческой армии сражались в Албании против итальянцев, германская армия вторглась в Грецию из союзной ей Болгарии. 
Несмотря на героическую оборону немногочисленных греческих частей на Линии Метаксаса в Восточной Македонии и Фракии, часть греческого генералитета подписала «почётную капитуляцию», после чего последовала тройная, германо-итало-болгарская оккупация Греции. 
Фессалия была определена в итальянскую зону оккупации. 
В Элассоне обосновался батальон чернорубашечников из итальянской дивизии «Пинероло», под командование майора А. Фести. 
В сентябре рота из батальона чернорубашечников обосновалась в Царицани:197. 
Однако первые единичные вооружённые акты жителей Царицани вынудили роту чернорубашечников к ноябрю 1942 года вернуться в Элассону, в целях безопасности:199.

## Национальное сопротивление
С первых же месяцев оккупации Греции, инициативу создания массового организованного сопротивления взяла в свои руки Коммунистическая партия Греции , имевшая опыт подпольной борьбы.
Влияние коммунистов и наличие жителей Царицани, вынужденных скрываться за свою деятельность от оккупантов в горах вокруг города, стали предпосылками создания ядра организованного сопротивления.
В августе 1942 года группа 12 жителей Царицани создала первый отряд Народно-освободительная армия Греции  (ЭЛАС) в регионе Фессалии. 
Последовало быстрое распространение движения Национального Сопротивления. Всё население городка поддержало Национально-освободительный фронт Греции (ЭАМ). Это не прошло незамеченным оккупационными властями.

## Расстрел

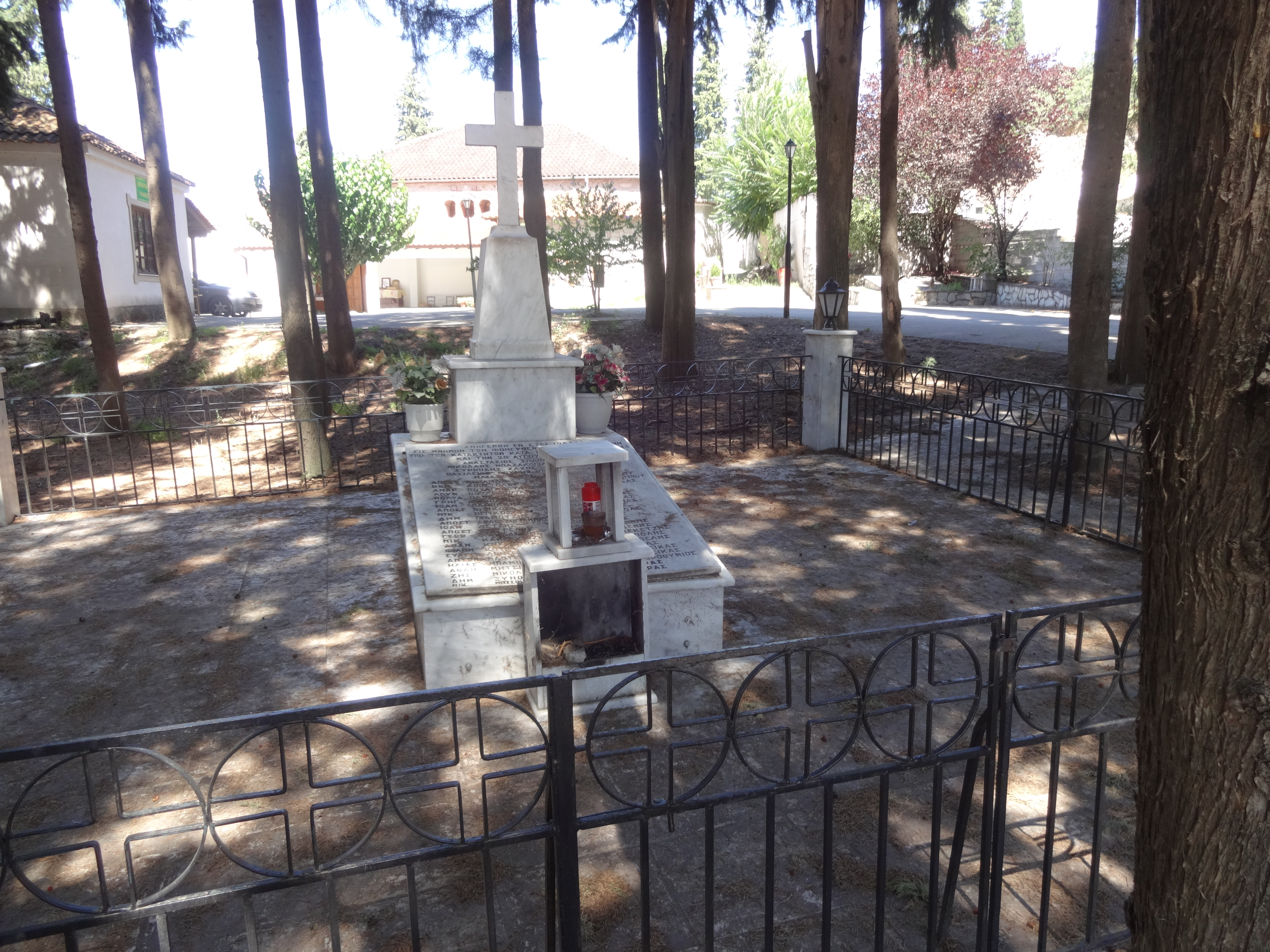
Памятная плита над братской могилой расстрелянных в 1943 и 1944 году перед кладбищенской церковью Св. Параскевы

Итальянцы признавали что «у (жителей) Царицани своя республика», но мириться с этим положением не могли. 
После неудачной разведывательной деятельности двух итальянцев, выдававших себя за бежавших британских военнопленных, и убийства их греческого пособника, итальянское командование приняло решение действовать :206. 
В снежное утро 12 марта 1943 года дозоры сообщили о приближении к городку со стороны перевала Мелуна итальянской кавалерии. 
Население побежала на окружающие высоты и по руслу горной речки Ксириас:206. 
Однако тем кто бежали по руслу Ксириаса путь к бегству был перекрыт пешими итальянцами. Четыре жителя городка были заколоты штыками:206. 
Двое жителей были убиты в своих домах. 
Тем временем из Элассоны прибыла колонна бронемашин с чернорубашечниками, сопровождаемая коллаборационистами «Римского легиона» из валашского меньшинства:206. 
Блокированные жители городка были согнаны на площади, мужчины были отделены от женщин. 
Возглавлявший операцию майор А. Валли успокаивал жителей тем, что он намерен произнести речь. 
Однако после того как местный осведомитель указал шофёра Янниса Сапунаса как коммуниста, тот немедленно был пристрелен итальянским кавалеристом. Это послужило сигналом к расстрелу. 
Были отобраны 45 смертников. Ни двое священников, ни два инвалида войны не были исключены из их числа. 
В то время как женщины и дети направились по дороге к Элассоне, на площади начался расстрел. Контрольные выстрелы производили коллаборационисты «Римского легиона» :210. 
После расстрела последовал грабёж городка и сожжение 360 из 660 его домов:210:4.
10 жителей были отправлены в концлагерь служивший резервуаром смертников для репрессивных мер:211. 

## Впоследствии
После выхода Италии из войны в сентябре 1943 года, контроль в Фессалии установили немецкие войска. Для этого и учитывая силы Народно-освободительной армии Греции, в Фессалию были переброшены части СС из Польши. 
В ответ на действия партизан в регионе, городок был повторно разрушен немецкими оккупантами 20 августа 1944 года. На этот раз было расстреляно 7 жителей города. Немцы объявили город «мёртвой зоной»:4:213.
Город был освобождён кавалерийской бригадой Народно-освободительной армии Греции 25 октября 1944 года:6.

## Сегодня
Памятная плита установлена над братской могилой расстрелянных в 1943 и 1944 году перед кладбищенской церковью Св. Параскевы. 
Царицани состоит в Союзе греческих городов и деревень пострадавших в годы войны, именуемом Сеть «Греческие Холокосты».